# Amanda Redman
Amanda Jacqueline Redman MBE (Brighton, 12 de agosto de 1957) é uma atriz inglesa, conhecida por seu papel como Sandra Pullman na série da BBC One New Tricks (2003-13) e como Dr. Lydia Fonseca em The Good Karma Hospital ( 2017–18). Ela foi indicada ao prêmio BAFTA Television por At Home with the Braithwaites (2000-2003) e Tommy Cooper: Not Like That, Like This (2014). Seus papéis no cinema incluem For Queen and Country (1988), Sexy Beast (2000) e Mike Bassett: England Manager (2001).

## Filmografia
| Ano             | Título                                        | Papel                                    | Nota(s)                                             |
| --------------- | --------------------------------------------- | ---------------------------------------- | --------------------------------------------------- |
| 1980            | Richard's Things                              | Josie                                    |                                                     |
| 1980            | Tales of the Unexpected                       | Anna Warrack                             | episódio: "I'll Be Seeing You"                      |
| 1980            | Tales of the Unexpected                       | Pat                                      | episódio: "The Party"                               |
| 1982            | On the Line                                   | Sara Newton                              | 12 episódios                                        |
| 1982            | The Agatha Christie Hour                      | Pauline, Grand Duchess of Ostravia       | episódio: "Jane in Search of a Job"                 |
| 1984            | Oxbridge Blues                                | Maxine                                   | episódio: "Oxbridge Blues"                          |
| 1984            | Give My Regards to Broad Street               | Recepcionista do escritório              |                                                     |
| 1984            | Pericles, Prince of Tyre                      | Marina                                   |                                                     |
| 1986            | To Have and to Hold                           | Viv Meadows                              | 8 episódios                                         |
| 1986            | Bergerac                                      | Pauline Taylor                           | episódio: "Fires in the Fall"                       |
| 1986            | The Importance of Being Earnest               | Gwendolen Fairfax                        |                                                     |
| 1988            | For Queen & Country                           | Stacey                                   |                                                     |
| 1988            | Theatre Night                                 | Julia Melville                           | episódio: "The Rivals"                              |
| 1988–1989       | Streets Apart                                 | Sylvia Grant                             |                                                     |
| 1990            | Screen Two                                    | Kate                                     | episódio: "The Lorelei"                             |
| 1991            | Spender                                       | Roberta 'Bobby' Montgomery               | episódio: "The Candidate"                           |
| 1991            | The Men's Room                                | Sally                                    | 5 episódios                                         |
| 1991            | Ruth Rendell Mysteries                        | Helen Missal                             | episódio: "From Doon With Death", Partes 1 & 2      |
| 1992            | El C.I.D.                                     | Rosie Bromley                            | 3ª temporada; 6 episódios                           |
| 1993            | Casualty                                      | Olivia Purcell                           | episódio: "The Ties That Bind"                      |
| 1993            | Body & Soul                                   | Lynn Gibson                              | 6 episódios                                         |
| 1993            | Demob                                         | Janet Deasey                             | 6 episódios                                         |
| 1995            | Taggart                                       | Julie Carson                             | episódio: "Black Orchid"                            |
| 1995            | Dangerfield                                   | Dr. Joanna Stevens                       |                                                     |
| 1996            | Ruth Rendell Mysteries                        | Susan Townsend                           | episódio: "The Secret House of Death", Partes 1 & 2 |
| 1996            | Beck                                          | Beck                                     | 6 episodes                                          |
| 1998            | Performance                                   | Regan                                    | episódio: "King Lear"                               |
| 1998            | Close Relations                               | Prudence Hammond                         | 5 episódios                                         |
| 1999            | The Blonde Bombshell                          | Diana Dors (1965-1984)                   | Episode: "#1.2"                                     |
| 1999–2000       | Hope And Glory                                | Debbie Bryan                             |                                                     |
| 2000            | Sexy Beast                                    | Deedee Dove                              |                                                     |
| 2000            | The Wedding Tackle                            | Petula                                   |                                                     |
| 2000            | The Sight                                     | Detective Pryce                          |                                                     |
| 2000–2003       | At Home with the Braithwaites                 | Alison Braithwaite                       |                                                     |
| 2001            | Mike Bassett: England Manager                 | Karine Bassett                           |                                                     |
| 2003            | Suspicion                                     | Carol Finnegan                           | 2 episódios                                         |
| 2003–2013, 2015 | New Tricks                                    | Detective Superintendente Sandra Pullman |                                                     |
| 2004            | DNA                                           | Sally Parker                             | episódio: "DNA", Parte 2                            |
| 2005            | Mike Bassett: Manager                         | Karine Bassett                           | 6 episodes                                          |
| 2006            | The Children's Party at the Palace            | Cruella de Vil                           | seguimento: "101 Dalmatians"                        |
| 2006            | Vincent                                       | Jackie Nelson                            | episódio: "The Bodies Beneath"                      |
| 2008            | Honest                                        | Lindsay Carter                           | 6 episódios                                         |
| 2008            | Little Dorrit                                 | Mrs. Merdle                              | 11 episódios                                        |
| 2014            | Tommy Cooper: Not Like That, Like This        | Gwen 'Dove' Cooper                       |                                                     |
| 2015            | The Trials of Jimmy Rose                      | Jackie Rose                              | 3 episódios                                         |
| 2017—           | The Good Karma Hospital                       | Dr. Lydia Fonseca                        |                                                     |
| 2017            | Diana, Our Mother: Her Life and Legacy        | Narradora                                | documentário                                        |
| 2017            | Prince Harry and Meghan: Truly, Madly, Deeply | Narradora                                | documentário                                        |